# Conrado Cabrera
Conrado Adalberto Cabrera Marrero (nascido em 24 de abril de 1967) é um ex-ciclista olímpico cubano, que participava em competições de ciclismo de pista.
Representou sua nação em dois eventos nos Jogos Olímpicos de Verão de 1992.